# Viễn Đông
Viễn Đông là một từ thuật ngữ dùng để chỉ các quốc gia Đông Á. Trước Chiến tranh thế giới thứ nhất, "Cận Đông" dùng để ám chỉ các vùng đất cạnh Đế quốc Ottoman, "Trung Đông" là các vùng tây bắc Nam Á và Trung Á và "Viễn Đông" là các quốc gia nằm dọc tây Thái Bình Dương và các quốc gia nằm dọc đông Ấn Độ Dương. Nhiều ngôn ngữ châu Âu có thuật từ tương đương như tiếng Pháp là Extrême-Orient, tiếng Tây Ban Nha Extremo Oriente, tiếng Đức Ferner Osten, tiếng Ý Estremo oriente, tiếng Anh Far East (một từ rất phổ biến suốt thời Đế quốc Anh như 1 thuật từ chung chỉ các vùng đất phía đông Ấn Độ thuộc Anh), tiếng Hà Lan Verre Oosten...
Theo cách sử dụng của các chuyên gia nghiên cứu về Đông phương thì nó có nghĩa là một sự cách xa về cả mặt địa lý cũng như văn hóa; có nghĩa là 1 địa phương không chỉ xa về mặt địa lý mà cũng xa lạ về mặt văn hóa. "Viễn Đông" chưa bao giờ được dùng để ám chỉ, ví dụ, đến các quốc gia có nền văn hóa Tây phương như Úc và New Zealand. 2 nước này thậm chí nằm xa về phía đông của châu Âu hơn phần nhiều các quốc gia châu Á. "Viễn Đông" trong cách này tương tự các thuật từ như "phương Đông" (có nghĩa là phía đông); "thế giới Đông phương" hoặc đơn giản là "phía đông". Viễn Đông Nga có lẽ được bao gồm vào Viễn Đông theo góc độ nào đó vì sự di dân hiện nay của người Trung Hoa đến Nga và Koryo-saram.

## Danh sách các quốc gia Viễn Đông theo số liệuĐịa lý-kinh tế-xã hội-tài chính2009
| STT | Quốc gia/Vùng lãnh thổ | Tổng diện tích (km²) | Tỉ lệ mặt nước (%) | Dân số (người) | Mật độ dân số (km²/người) |
| --- | ---------------------- | -------------------- | ------------------ | -------------- | ------------------------- |
| 1   | Nga                    | 17.098.242           | 0,47               | 141.906.693    | 8,3                       |
| 2   | Trung Quốc             | 9.596.961            | 2,82               | 1.450.314.565  | 139,1 138,4               |
| 3   | Hàn Quốc               | 100.140              | 0,29               | 51.446.201     | 489,2                     |
| 4   | Đài Loan               | 36.188               | 10,34              | 23.120.205     | 638,9                     |
| 5   | Ấn Độ                  | 1.860.360            | 4,85               | 1.413.197.314  | 400.5                     |
| 6   | Philippines            | 300.000              | 0,61               | 92.217.391     | 307,4                     |
| 7   | Singapore              | 705                  | 1,44               | 5.009.236      | 7.105,3                   |
| 8   | Myanmar                | 676.578              | 3,06               | 60.003.503     | 88,7                      |
| 9   | Đông Timor             | 14.874               | 0                  | 1.114.229      | 74,9                      |
| 10  | Mông Cổ                | 1.564.100            | 0                  | 2.709.865      | 2,2                       |
| 11  | Hồng Kông              | 1.104                | 4,58               | 7.065.396      | 6.399,8                   |
| 12  | Ma Cao                 | 29                   | 0                  | 559.494        | 19.292,9                  |
| 13  | Nhật Bản               | 377.930              | 0,82               | 127.551.434    | 337,5                     |
| 14  | Thái Lan               | 513.120              | 0,43               | 66.982.746     | 132                       |
| 15  | Campuchia              | 181.035              | 2,5                | 14.154.948     | 94                        |
| 16  | Việt Nam               | 331.700              | 6.4                | 100.036.549    | 308                       |
| 17  | Lào                    | 236.800              | 2,53               | 6.318.284      | 29,6                      |
| 18  | Triều Tiên             | 120.538              | 0,11               | 25.368620      | 185,4                     |
| 19  | Malaysia               | 330.803              | 0,36               | 27.763.309     | 92                        |
| 20  | Brunei                 | 5.765                | 8,67               | 409.872        | 72,11                     |
| 21  | Indonesia              | 1.904.569            | 92.942             | 270.203.917    | 142                       |